# Jüdischer Friedhof (Fell)
Der Jüdische Friedhof in Fell im Landkreis Trier-Saarburg in Rheinland-Pfalz war die Begräbnisstätte der jüdischen Bürger der Gemeinde. Er ist als Denkmalzone in die Denkmalliste des Landes Rheinland-Pfalz aufgenommen. 
Der Friedhof wurde im 18. Jahrhundert südwestlich des Ortes angelegt. Inzwischen ist er von Neubauten umgeben. Die 18 erhaltenen Grabsteine sind meist aus Buntsandstein in schlichter Form. Sie stammen meist aus dem 19. Jahrhundert, der älteste erhaltene von 1799, der jüngste von 1935. Durch Verwitterung sind viele der meist hebräischen Inschriften schwer lesbar.
Der Friedhof wurde 2011 mit Mitteln der Gemeinde und der Aufsichts- und Dienstleistungsdirektion (ADD) Trier saniert. Dabei wurde die Friedhofsmauer saniert und der Friedhof mit einem neuen schmiedeeisernen Tor ausgestattet. 